# Ischnoptera litostylata
Ischnoptera litostylata är en kackerlacksart som beskrevs av Morgan Hebard 1921. Ischnoptera litostylata ingår i släktet Ischnoptera och familjen småkackerlackor. Inga underarter finns listade i Catalogue of Life.